# Birgi
Birgi (iz srednjeveškega grškega imena starogrško Πυργίον: Pirgion, dobesedno majhen stolp)  je majhno mesto v okrožju Ödemiş v turški provinci Izmir. 
V antiki je bil znan kot Diós Hierón (starogrško Διός Ἱερόν, Zevsovo svetišče). V  7. stoletju se je preimenoval v Hristupolis (starogrško Χριστούπολις), v 12. stoletju pa v Pirgion.  Od leta 451 do poznega 12. stoletja je bil v Birgiju sedež pomožne škofije efeške škofije, potem pa je postal samostojna metropolija.
Leta 1307 so mesto zavzeli Seldžuki in iz njega naredili prestolnico bejluka Ajdin.  Leta 1390 je bilo mesto priključeno k Osmanskemu cesarstvu. Znano je po  klasični seldžuški in osmanski arhitekturi, zato je od leta 1994 uvrščeno na začasni seznam svetovne kulturne dediščine (ÇEKÜL) v Turčiji.

## Pomembne zgodovinske zgradbe
- Graščina Çakırağa, katero je  v 18. stoletju v osmanskem slogu zgradila bogata družina Çakırağa.
- Mošeja Aydınoğlu Mehmed Bega, zgrajena leta 1313 na ukaz Mehmed Bega, ustanovitelja Ajdinidske dinastije.
- Grobnica Birgivi Mehmed Efendija, zgrajena leta 1335 na dvorišču  Aydınoğlu Mehmet Begove mošeje.
- Mavzolej Sultanşaha.
- Trdnjava Medresa, v kateri se je šolal sultan Mehmed II. Osvajalec (vladal 1432-1481).

## Sklica
1. 1 2  Nesbitt, John W.; Oikonomides, Nicolas, urednika (1996). Catalogue of Byzantine Seals at Dumbarton Oaks and in the Fogg Museum of Art, Volume 3: West, Northwest, and Central Asia Minor and the Orient. Dumbarton Oaks Research Library and Collection. str. 45. ISBN 0-88402-250-1.